# Парари
Парари (порт. Parari) — муниципалитет в Бразилии, входит в штат Параиба. Составная часть мезорегиона Борборема. Входит в экономико-статистический  микрорегион Карири-Осидентал. Население составляет 1467 человек на 2006 год. Занимает площадь 128,483 км². Плотность населения — 11,4 чел./км².

## Статистика
- Валовой внутренний продукт на 2003 год составляет 3 861 932,00 реалов (данные: Бразильский институт географии и статистики).
- Валовой внутренний продукт на душу населения на 2003 год составляет 2657,90 реалов (данные: Бразильский институт географии и статистики).
- Индекс развития человеческого потенциала на 2000 год составляет 0,629 (данные: Программа развития ООН).